# クラン (メルキト部)
クラン（Qulan,モンゴル語: Хулан Хатан, 中国語: 忽蘭）は、ウハズ・メルキト部族長ダイル・ウスンの娘で、チンギス・カンの妻（ハトゥン）の一人。チンギス・カンの妻の中では第一夫人ボルテに次ぐ地位を持ち、「チンギス・カンの第二オルド」を管理した。

## 概要
1204年、モンゴリアの大部分を制圧したテムジン（チンギス・カン）に対してモンゴリア西方でナイマン部、メルキト部などの反テムジン勢力が結集し、モンゴル軍との決戦が行われた。結果としてモンゴル軍が勝利し多くの部族が投降する中で、メルキト部は部族長トクトア・ベキに率いられて逃れたものの、同年冬にセレンガ川の支流でモンゴル軍に再び捕捉・撃破された。この敗戦の中、ウアス・メルキトの部族長ダイル・ウスンは自分の娘クランを伴ってチンギス・カンの下を訪れ投降しようとした。
『元朝秘史』ではクランがチンギス・カンの下を訪れ、娶られるまでの経緯について以下のような逸話を伝えている。チンギス・カンの下を訪れようと出発したダイル・ウスンとクランは、チンギス配下のナヤア・ノヤンと出会い、クランらが掠奪を受けることを心配したナヤアは3日彼女らを自分の下に留めてから、チンギス・カンの基に参上した。チンギス・カンはクランがナヤアの下に3日留められたことを知ると怒り、ナヤアを罰しようとしたが、これに対しクランは、ナヤアがいたからこそ無事に辿り着くことができたのであり、自身の貞節を疑うならば直接確かめればよい、と述べた。後にクランの述べたことが真実であると分かると、クランはチンギス・カンの正式な妃として寵愛されるようになり、ナヤアは恩賞を与えられたという。
チンギス・カンの妃たちは「四大オルド」に属していたが、クランはその中で「第二オルド」の主として扱われ、哈児八真皇后・亦乞剌真皇后・脱忽茶児皇后・也真妃子・也里忽禿妃子・察真妃子・哈剌真妃子らが配下にいた。チンギス・カンが中央アジアのホラズム・シャー朝への遠征に出発した時、クランは選ばれて遠征軍に同行している。チンギス・カンとの間にはコルゲンという息子を持った。